# 堀裕
堀 裕（ほり ゆたか、1969年 - ）は、日本の歴史学者である。京都大学文学部卒業し、同大学院博士課程単位取得退学後、大阪樟蔭女子大学助教授等を経て、東北大学大学院文学研究科教授。専門は日本古代史。博士（文学）。

## 経歴
1969年愛知県に生まれる。京都大学文学部卒業後、同大学院文学研究科博士課程単位取得退学。樟蔭女子短期大学専任講師、大阪樟蔭女子大学助教授・准教授、東北大学准教授を経て、現職。研究課題として、奈良・平安期仏教制度史の研究 （1994年～）、東アジアのなかの日本宗教研究（1995年～）、天皇の権威の構造的研究（1997年～）等を挙げる。
所属学会は、東北史学会、日本史研究会、仏教史学会、宮城歴史科学協議会、国史談話会、史学研究会。

## 著書

### 共著
- 堀裕・佐藤文子・原田正俊（共編著）『仏教がつなぐアジア―王権・信仰・美術―』、勉誠出版、2014年
- 佐藤文子・上島亨（編著）『日本宗教史4―宗教の受容と交流』、吉川弘文館、2020年

## 主要論文
- 「国分寺と国分尼寺の完成」『国史談話会雑誌』第56号、2015年
- 「平安新仏教と東アジア」『岩波講座日本歴史』第4巻、岩波書店、2015年
- 「東北の神々と仏教」『東北の古代史』４、吉川弘文館、2015年
- 「八世紀の図讖と皇位継承―孝謙・称徳天皇を中心に―」『日本中世のNATION３』岩田書院、2013年
- 「多賀城廃寺小考―尊像と塔―」『東北アジア研究センター報告』第10号別冊、2013年

## 典拠
- 佐藤文子・上島亨、2020年、『日本宗教史4―宗教の受容と交流』、吉川弘文館